# Kostakis Artimatas
Kostakis Artimatas (gr. Κωστάκης Αρτυματάς, ur. 15 kwietnia 1993 w Paralimni) – cypryjski piłkarz grający na pozycji defensywnego pomocnika w Anorthosisie Famagusta.

## Kariera juniorska
Artimatas zaczął karierę w wieku 8 lat w Enosisie Paralimni, skąd w wieku 16 lat przeniósł się do akademii Nottingham Forest.

## Kariera seniorska
W czerwcu 2012 wrócił na Cypr i 15 września 2012 zadebiutował w Enosisie w meczu z Anorthosisem. 14 czerwca 2013 podpisał czteroletni kontrakt z Apoelem. Kwota transferu wyniosła 120 000 €. 30 czerwca 2013 ogłoszono, że Artimatas będzie grał z numerem 4. W sierpniu 2017 został wypożyczony do AO Kerkira. W lipcu 2019 podpisał trzyletni kontrakt z Anorthosisem Famagusta.

## Kariera reprezentacyjna
Artimatas zadebiutował w reprezentacji Cypru 12 października 2012 w przegranym 1:2 meczu grupy E eliminacji do MŚ 2014 rozegranym w Mariborze na stadionie Ljudski vrt. Wszedł w przerwie za Christosa Marangosa.

## Osiągnięcia
- Mistrzostwo Cypru (4): 2013/2014, 2014/2015, 2015/2016, 2016/2017
- Puchar Cypru (2): 2013/2014, 2014/2015
- Superpuchar Cypru (1): 2013